# 麥覺理河 (塔斯曼尼亞州)
麥覺理河是澳大利亞塔斯曼尼亞州一條靠近立克湖的河流。
這條河起初向南流去，接著往西北方，在與南艾斯克河匯流前，途經罗斯鎮。州內的伊丽莎白河、伊西斯河河與雷克河河皆是麥覺理河的支流。